# Henriette Saint Marc
Henriette Saint Marc, född okänt år, död 1802, var en haitisk lojalist och motståndsarbetare mot den franska ockupationen av Haiti. 
Hennes bakgrund är okänd, men hon tycks ha arbetat som prostituerad i Port-au-Prince. Saint Marc var lojal mot Haiti och frihetsrörelsen och arbetade mot den franska ockupationen. Genom sina kontakter med franska soldater upprätthöll hon en smuggling av vapen och ammunition från den franska garnisonen i huvudstaden till rebellerna i Arcahaie. Strax efter att Toussaint Louverture förts som fånge till Frankrike greps Henriette Saint Marc och åtalades för vapensmuggling. Hon dömdes till döden och avrättades genom hängning. Hennes avrättning gjorde enligt samtida ögonvittnen stort intryck på närvarande kvinnor. 